# Chrysobothris paulensis
Chrysobothris paulensis es una especie de escarabajo del género Chrysobothris, familia Buprestidae. Fue descrita científicamente por Théry en 1936.